# Strumień Świętojański
Strumień Świętojański – nieistniejący niewielki ciek wodny leżący na terenie Poznania, biorący swą nazwę od patrona kościoła pobliskiej parafii (Kościół św. Jana Jerozolimskiego za murami w Poznaniu).

## Przebieg
Z pobliża skrzyżowania ulic Warszawskiej i Krańcowej strumień biegł około 250 m w linii prostej ze wschodu na zachód, następnie zmieniał bieg o 90 stopni i biegł w linii prostej około 600 m z północy na południe aż po jezioro Maltańskie. Jego przebieg można obecnie wyznaczyć jako północną i zachodnią granicę ogródków działkowych przy ul. Warszawskiej i Krańcowej. Strumień widoczny był na mapach aż do II połowy lat 70., ostatnim planem miasta z naniesionym strumieniem było wydanie z 1978 roku.
W pobliżu jego dawnego biegu znajdują się Hotel Novotel Poznań Malta, Termy Maltańskie, Kolejka Parkowa Maltanka.